# Jardin Corsini
 (mai 2024).
Si vous disposez d'ouvrages ou d'articles de référence ou si vous connaissez des sites web de qualité traitant du thème abordé ici, merci de compléter l'article en donnant les références utiles à sa vérifiabilité et en les liant à la section « Notes et références ».
 (mai 2024).
Le jardin Corsini al Prato fait partie du complexe du palais Corsini al Prato (Rue il Prato, 58), à distinguer du  palais Corsini al Parione, au bord de l'Arno, qui appartenait à la riche famille Corsini de Florence. De nombreux invités illustres ont séjourné au palais, notamment Frédéric IV (Roi de Danemark), le prince de Galles Charles Édouard Stuart et les reines Victoria et Marguerite de Savoie.

## Le Prato

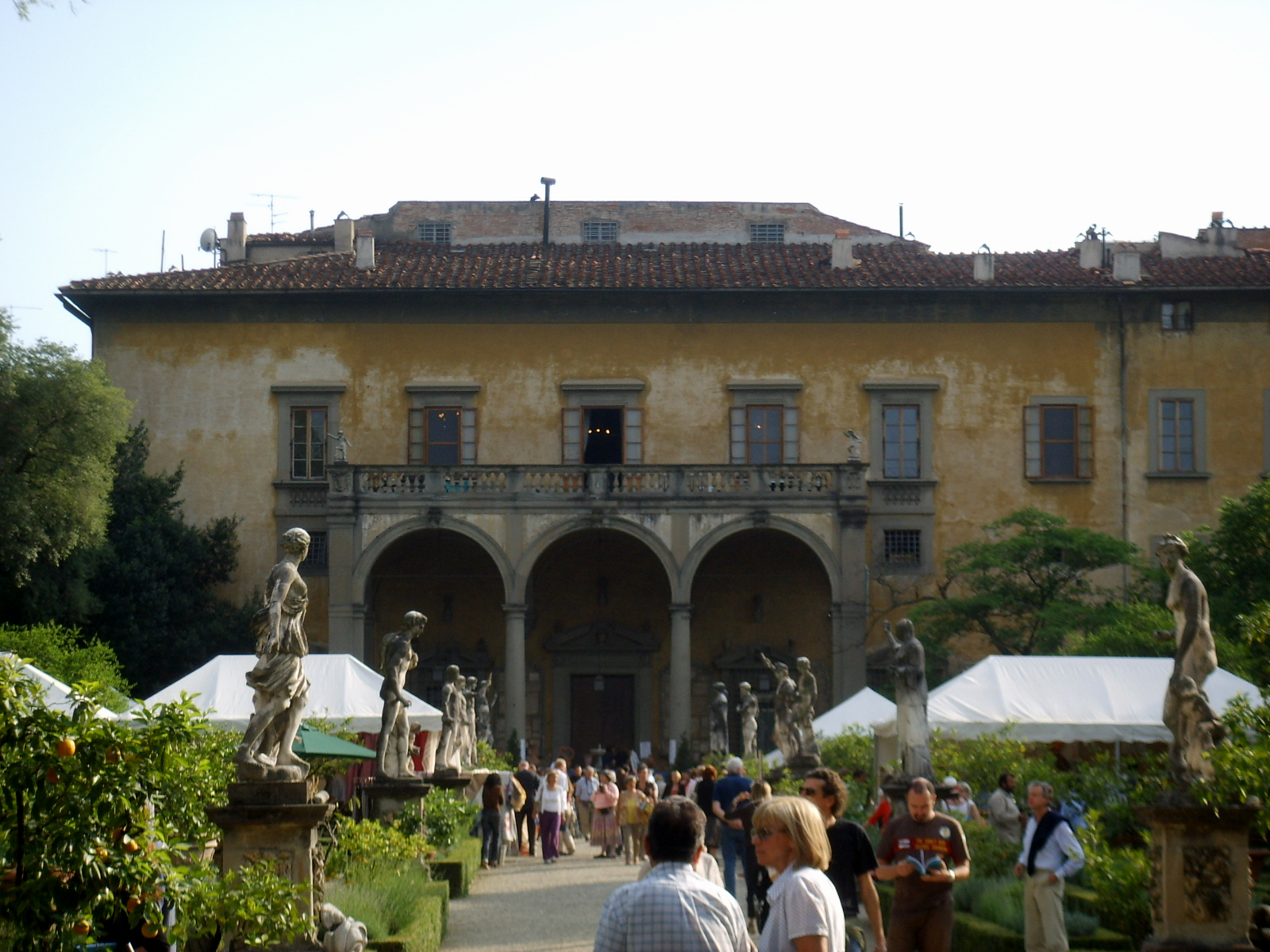
Il casino Corsini al Prato.

Au cœur de Florence, niché entre le couvent dominicain de Santa Maria Novella et celui des humiliés d'Ognissanti, s'étend le Prato, une vaste esplanade autrefois vouée au marché aux bestiaux. Alors dépourvue de pavés, cette zone, portait les stigmates d'un passé marqué par la présence d'hôpitaux pour lépreux. Elle est toujours empreinte d'une atmosphère singulière.
Dès le milieu du XVIe siècle, le Prato s'éveilla à une nouvelle vie, se transformant en un lieu de spectacles et de flâneries. Ce renouveau fut concrétisé par les noces du Grand-duc Ferdinand Ier avec Christine de Lorraine en 1589, célébrées dans cet espace somptueusement décoré par les grands artistes de la cour, tels que Giambologna, Bartolomeo Ammannati et Bernardo Buontalenti.

## Le casino du XVIe siècle

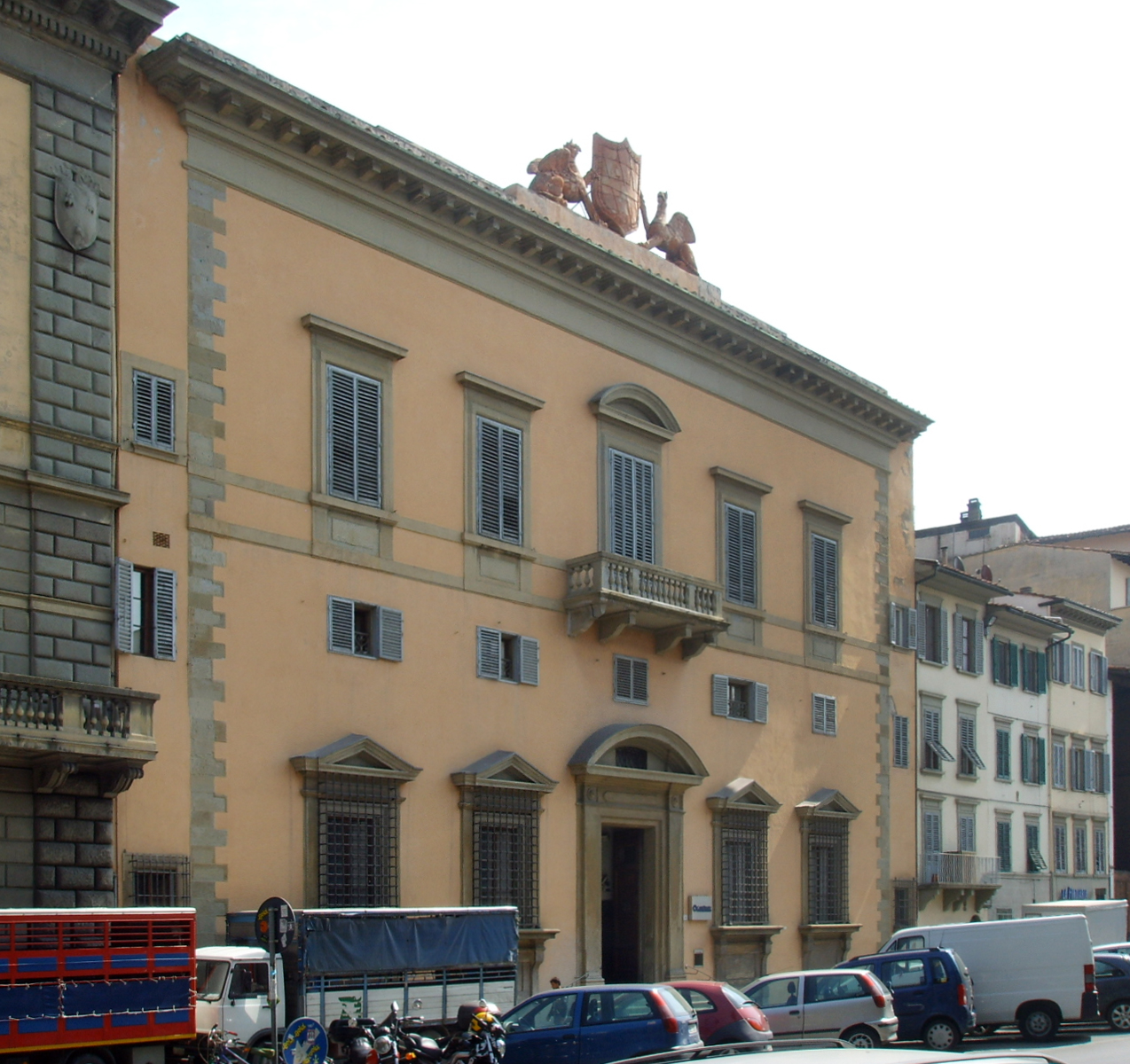
Le palais du XVIe siècle vu de Prato.

En 1590, sur une éminence du Prato, la première pierre du palais fut posée, concrétisant le rêve d'Alessandro Acciaiuoli, un aristocrate féru de botanique. Conçu par le talentueux Buontalenti, ce "casino", une construction très en vogue à l'époque, représentait pour Acciaiuoli l'idéal d'une villa urbaine entourée d'un vaste jardin.
Privilégiant une vie proche de la nature, le palais s'épanouit essentiellement au rez-de-chaussée, où la famille Acciaiuoli s'installait, profitant de vastes pièces aux hauts plafonds et de décorations habituellement réservées aux étages nobles des demeures urbaines. Les remarquables "fenêtres agenouillées", dotées de corbeaux sur supports saillants et de pignons brisés encore visibles, faisaient partie du projet original. Cependant, quelques années après sa construction, la faillite du Banco dei Ricci, une famille étroitement liée aux Acciaiuoli tant sur un plan personnel que financier, entraîna l'arrêt des travaux.

## Les Corsini

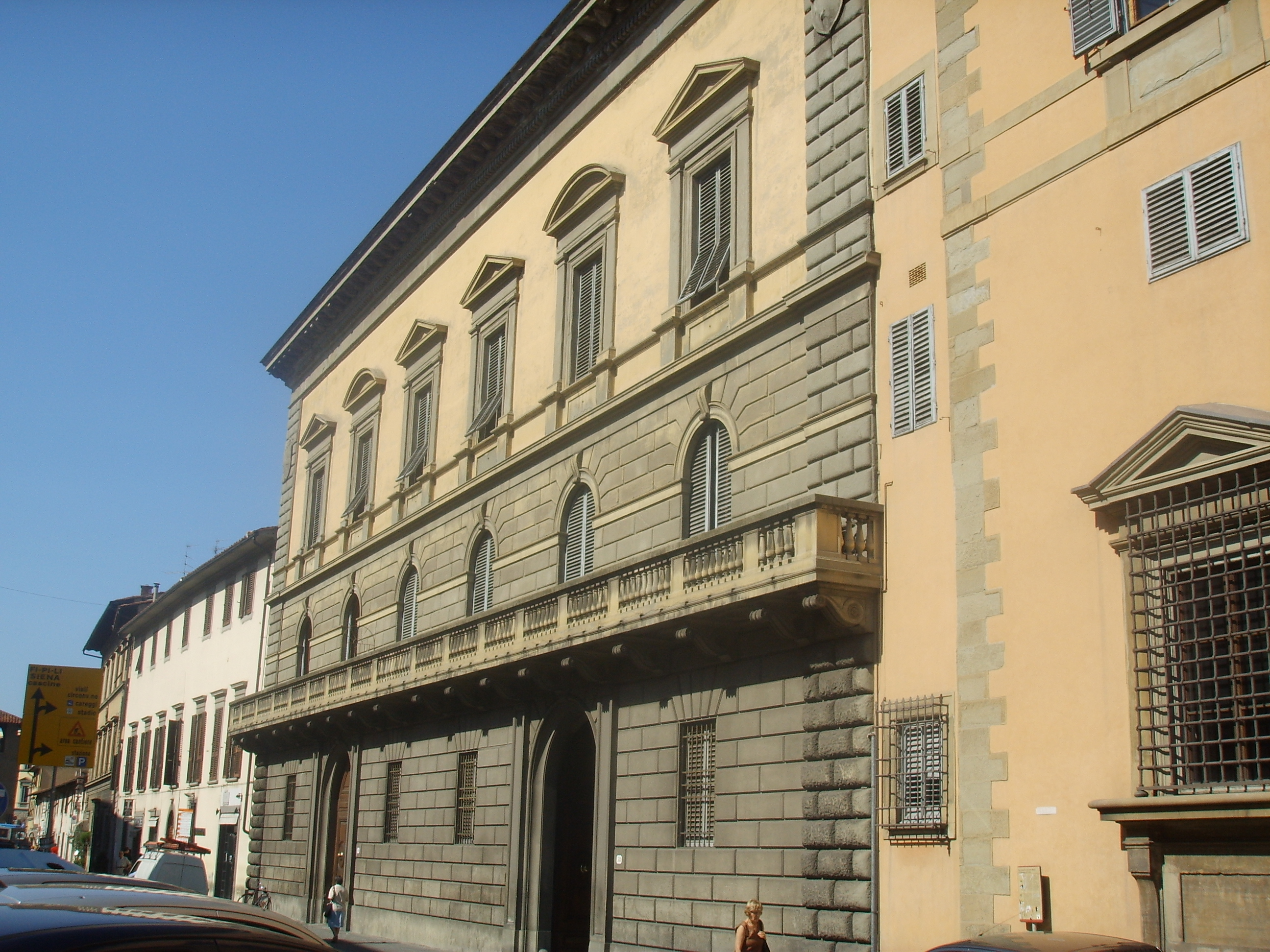
La façade de l'extension du XIXe siècle, avec le balcon donnant sur le Prato.

En 1620, la propriété passa entre les mains de la famille Corsini. L'acte de vente dressa le portrait d'un ensemble inachevé, comprenant un bâtiment inachevé, un simplicista, un potager de plantes médicinales semblable à celui du jardin des Simples, et une "ragnaia", un bosquet de chênes verts où l'on tendait des filets pour capturer les oiseaux.
Soucieux d'embellir sa demeure, Filippo Corsini confia la conception d'un jardin à l'italienne au talentueux Gherardo Silvani. Ce dernier réalisa notamment la majestueuse avenue encore visible à l'arrière de la villa. Ornée de statues posées sur des socles à la hauteur savamment inclinée, cette allée crée un effet de perspective grandiose.
L'harmonie du jardin était sublimée par d'élégantes décorations géométriques dessinées par des haies de buis taillées avec soin. Deux bosquets, véritables havres de paix sauvages, enrichissaient le domaine, l'un d'entre eux abritant un labyrinthe de lauriers soigneusement sculpté. Trois citronniers, symboles de la passion pour les agrumes qui caractérisait l'époque, apportaient une touche d'exotisme à cet écrin de verdure, bravant avec élégance les rigueurs hivernales de la Toscane.
Au XVIIIe siècle, la famille Corsini atteignit son apogée avec l'accession au pontificat du cardinal Lorenzo Corsini, sous le nom de Clément XII. Son neveu Neri, fervent collectionneur d'antiquités, enrichit le palais d'une remarquable collection de pierres tombales et d'inscriptions anciennes en grec, latin et étrusque. Ces vestiges précieux furent intégrés dans des cadres décoratifs sous la loggia de la façade, s'inspirant d'une pratique similaire adoptée par la famille Riccardi au palais Médicis Riccardi.

## Dix-neuvième siècle

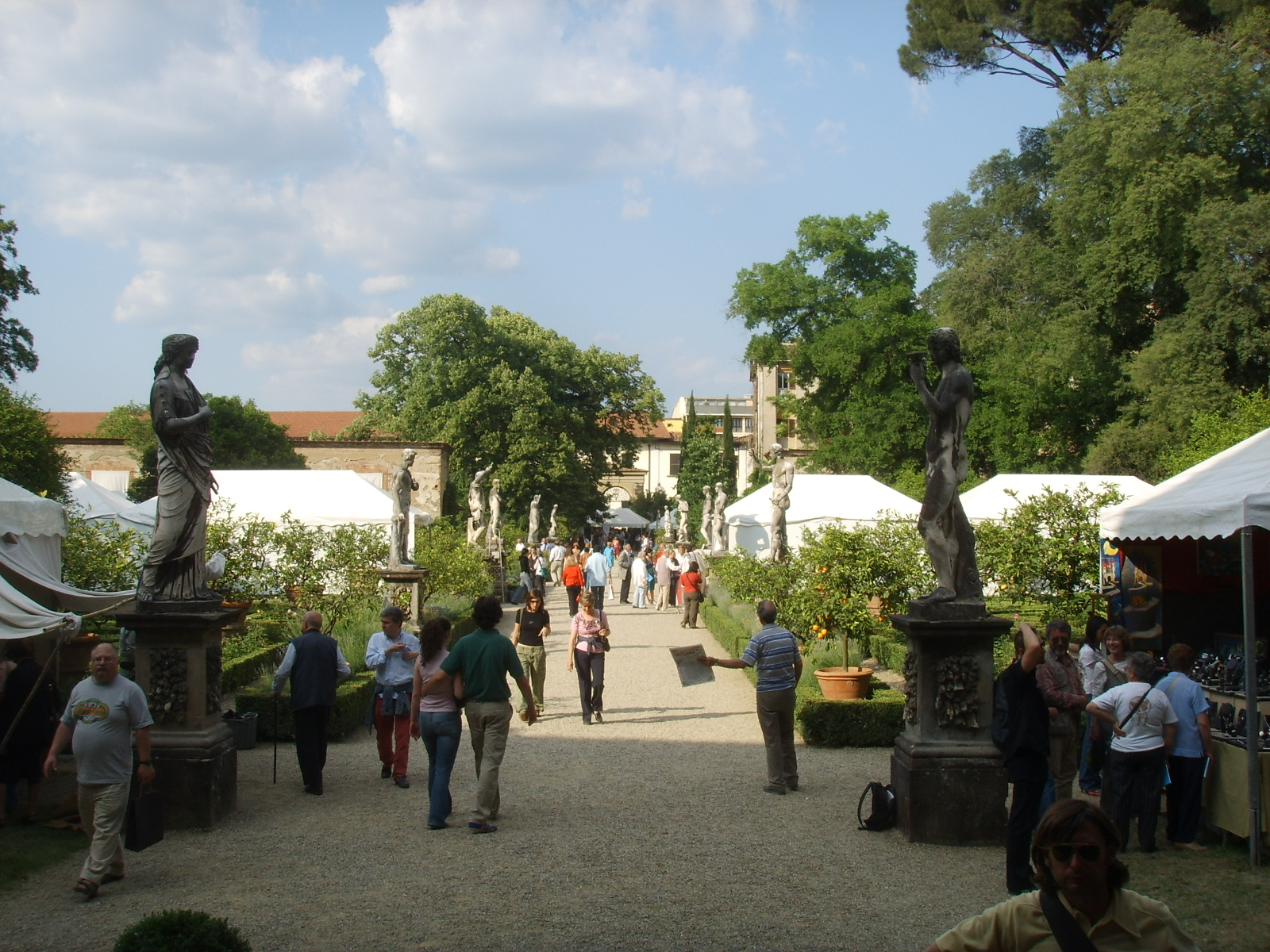
L'avenue avec les statues.

Au XIXe siècle, la villa, autrefois résidence d'été servant de complément au palais Corsini, devint la demeure permanente du marquis Neri Corsini de Lajatico. Sous son impulsion, d'importants travaux d'agrandissement furent entrepris sous la direction de l'architecte Ulisse Faldi. Deux ailes latérales de style néo-Renaissance vinrent ainsi s'ajouter au bâtiment principal. Vers 1860, l'architecte Vincenzo Micheli fut chargé de construire un nouveau bâtiment donnant sur le Prato, à l'emplacement de l'ancien couvent de Santi Maria e Giuseppe sul Prato. Ce nouveau bâtiment comportait un balcon permettant d'assister au Palio dei Berberi, une course hippique inspirée du Palio de Sienne, qui se déroulait, jusqu'aux environs de 1870, sur la Via Ponte alle Mosse (ainsi nommée car c'était le point de départ de la course) et se terminait à la Porta alla Croce (aujourd'hui Piazza Beccaria).
Sous l'inspiration de la peintre Antonietta Wald Stratten, le jardin connut une nouvelle métamorphose, adoptant les codes en vogue du jardin anglais romantique. Les anciennes toiles d'araignées se muèrent en bosquets d'arbres à croissance rapide, traversés par des sentiers sinueux. Devant le verger de citronniers, un petit lac fut aménagé, mais sa stagnation favorisa la prolifération de moustiques incommodants, conduisant à son assèchement rapide. Cependant, la gracieuse statue d'un enfant chevauchant une tortue, sculptée au centre du plan d'eau, veille toujours sur les lieux.

## Vingtième siècle
Le dernier remaniement du jardin fut orchestré par Oliva di Collobiano à l'instigation de Giorgiana Corsini (1939-2020). Dans les années 1980, cette dernière entreprit la refonte des parterres du jardin italien, les ornant de pivoines aux nuances roses variées. Ce choix, si plaisant soit-il, s'écartait toutefois de l'esprit du jardin d'antan.
Chaque année, à la mi-mai, le jardin accueille l'exposition Artigianato e Palazzo, consacrée à l'artisanat et aux métiers d'art ancestraux.

## Structure actuelle

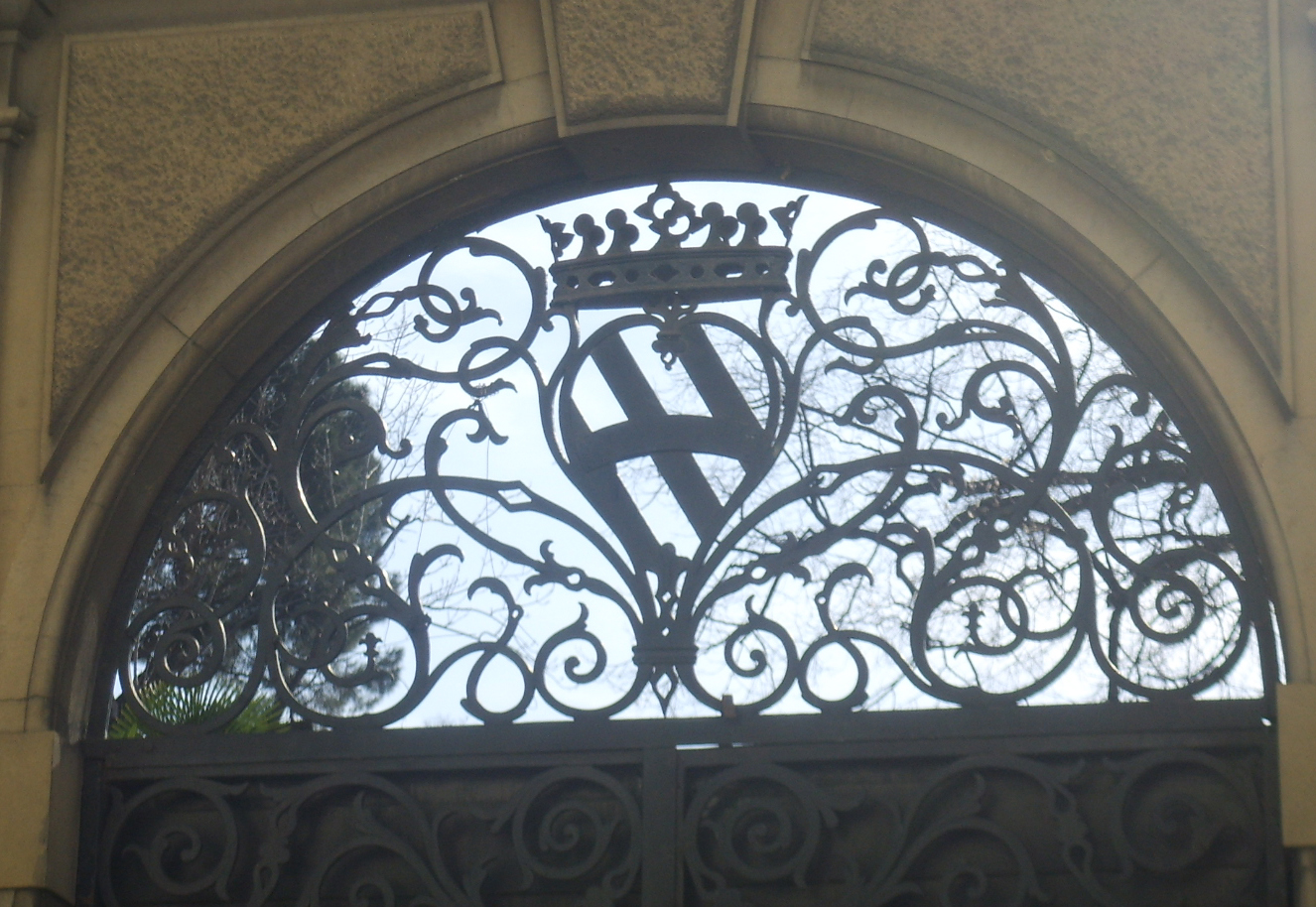
Les armoiries sur la porte du jardin

Le jardin abrite une remarquable collection de 130 agrumes, répartis dans trois grands vergers de citronniers qui servent de refuge hivernal à ces précieux arbustes. À l'ouest, ceint par le haut mur d'enceinte et protégé de la vue du trafic urbain qui le longe, s'étend le dernier vestige agricole du centre de Florence : une vaste pelouse ombragée par des tilleuls centenaires. Le jardin offre également un havre de paix à une colonie de tortues centenaires qui y errent librement, qui y ont trouvé un environnement idéal pour leur survie. Cette colonie compte aujourd'hui plus d'une centaine de spécimens.

## Galerie d'images

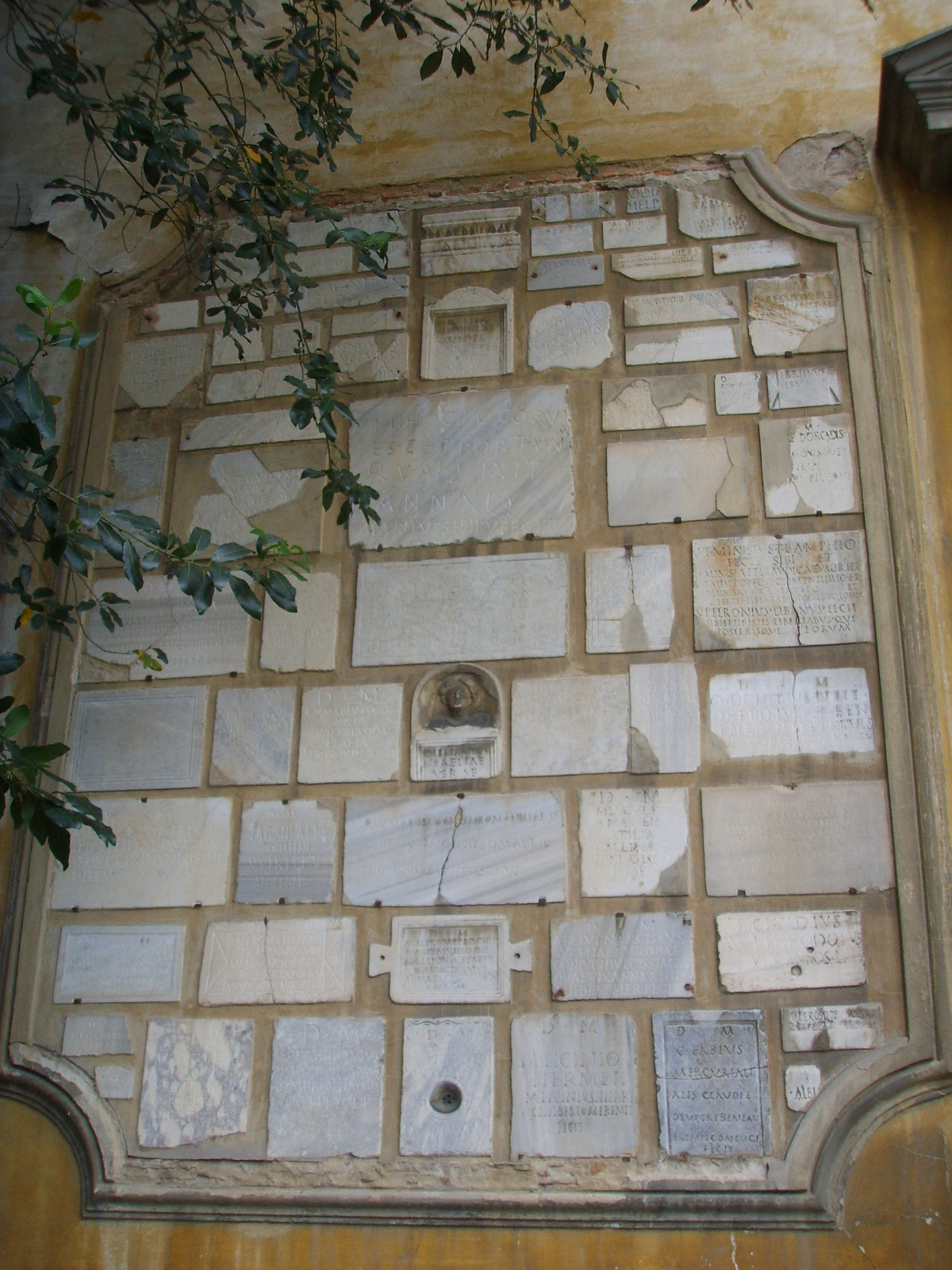
Un des lapidaires dans le mur extérieur du palais.
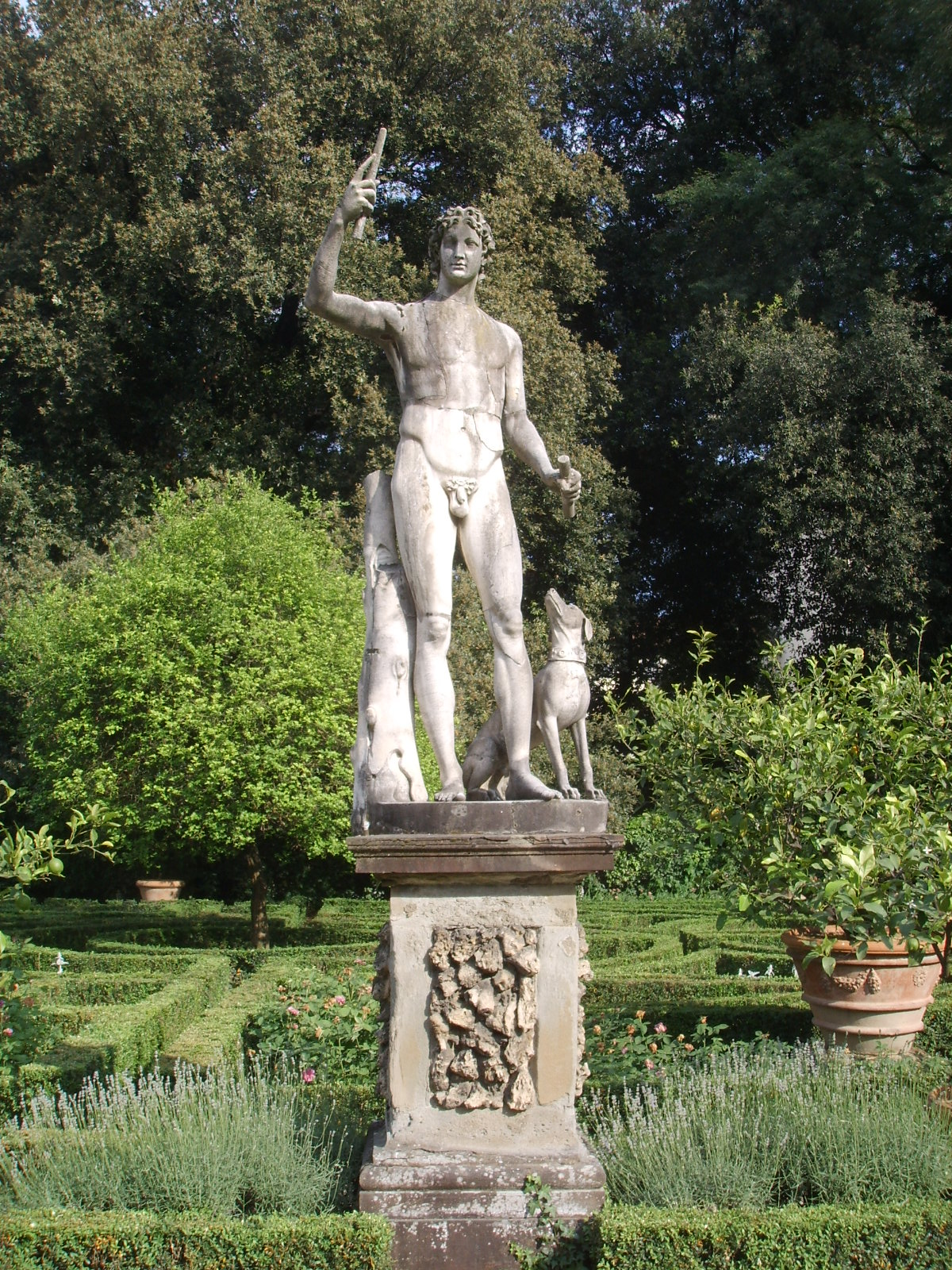
Statue du XVIIIe siècle.
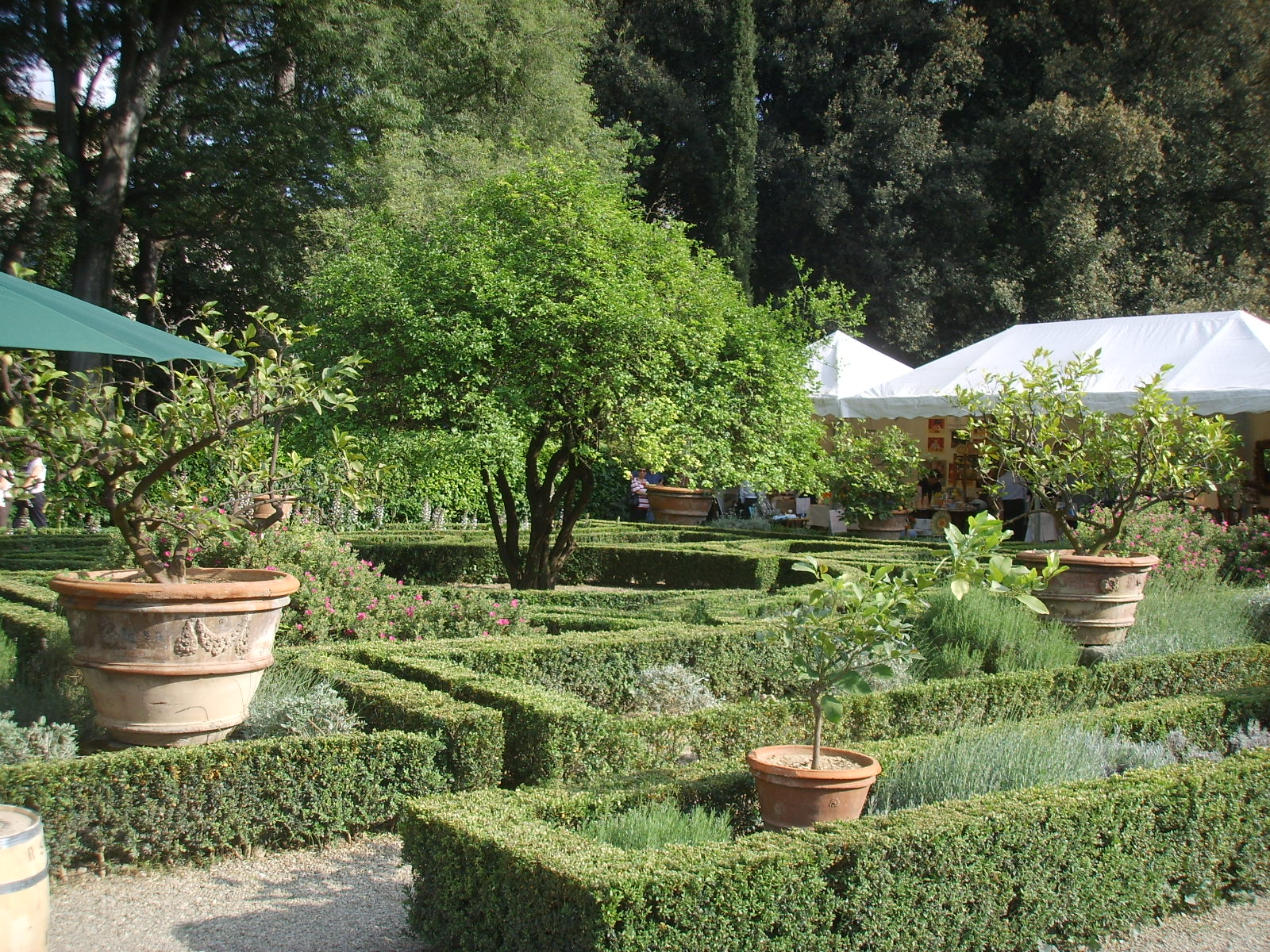
Parterres de fleurs géométriques.
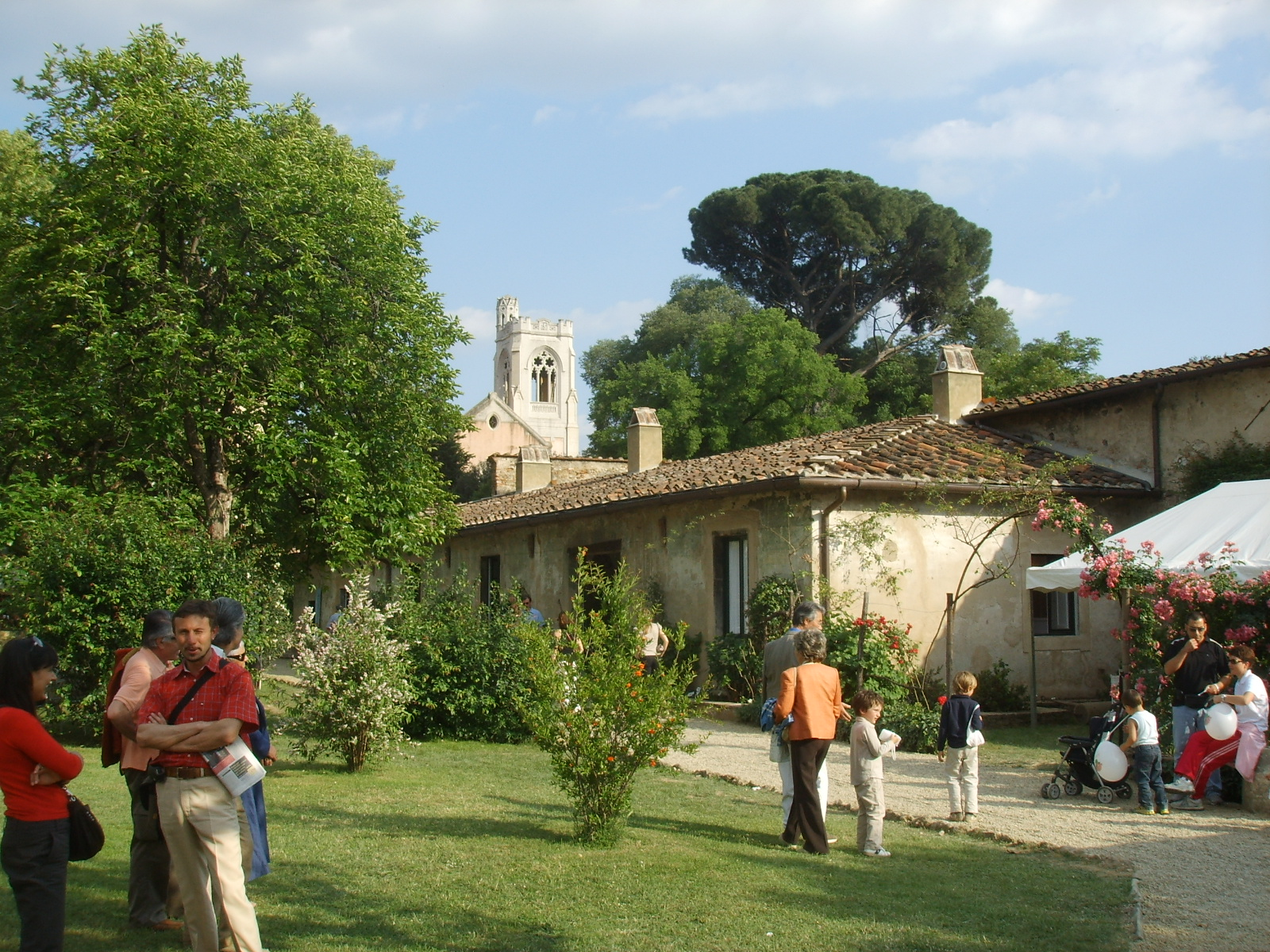
Bâtiments de ferme,Église épiscopale américaine Saint James.